# Castellciutat
Castellciutat és una entitat de població del municipi de la Seu d'Urgell (Alt Urgell), des de l'any 1975. La vila de Castellciutat sovint és anomenada popularment Ciutat, com fou anomenada oficialment fins al segle xvi, nom que contrasta amb el nombre d'habitants, el 2005 en tenia 451. El poble és damunt un serrat paral·lel a la riba dreta de la Valira, i que posa fi a la plana de la Seu d'Urgell, la part més antiga és en un coll del serrat a 721 metres d'altitud. A una banda hi queden les restes de l'antic Castell de Ciutat, i a l'altra la Ciutadella. Al poble s'hi troba l'església parroquial de Sant Feliu de Castellciutat.
El carrer de la Vila és un dels principals eixos i pel camí de Bellestar, o de Benavarre, hom accedeix a la carretera d'Urgell. A llevant hi ha la carretera que finalitza amb un pont per connectar amb la Seu d'Urgell.
Pel que fa a l'esport, la població té un club de futbol anomenat CF Castellciutat. Es va formar l'any 2005 (segons Federació Catalana de Futbol) i actualment consta de directiva (presidida per Miquel Parra), cos tècnic, plantilla. RàdioSeu, ubicada també a la població, reuneix els fets al voltant del club en un programa de ràdio amb Sergi Cava.

## Geografia

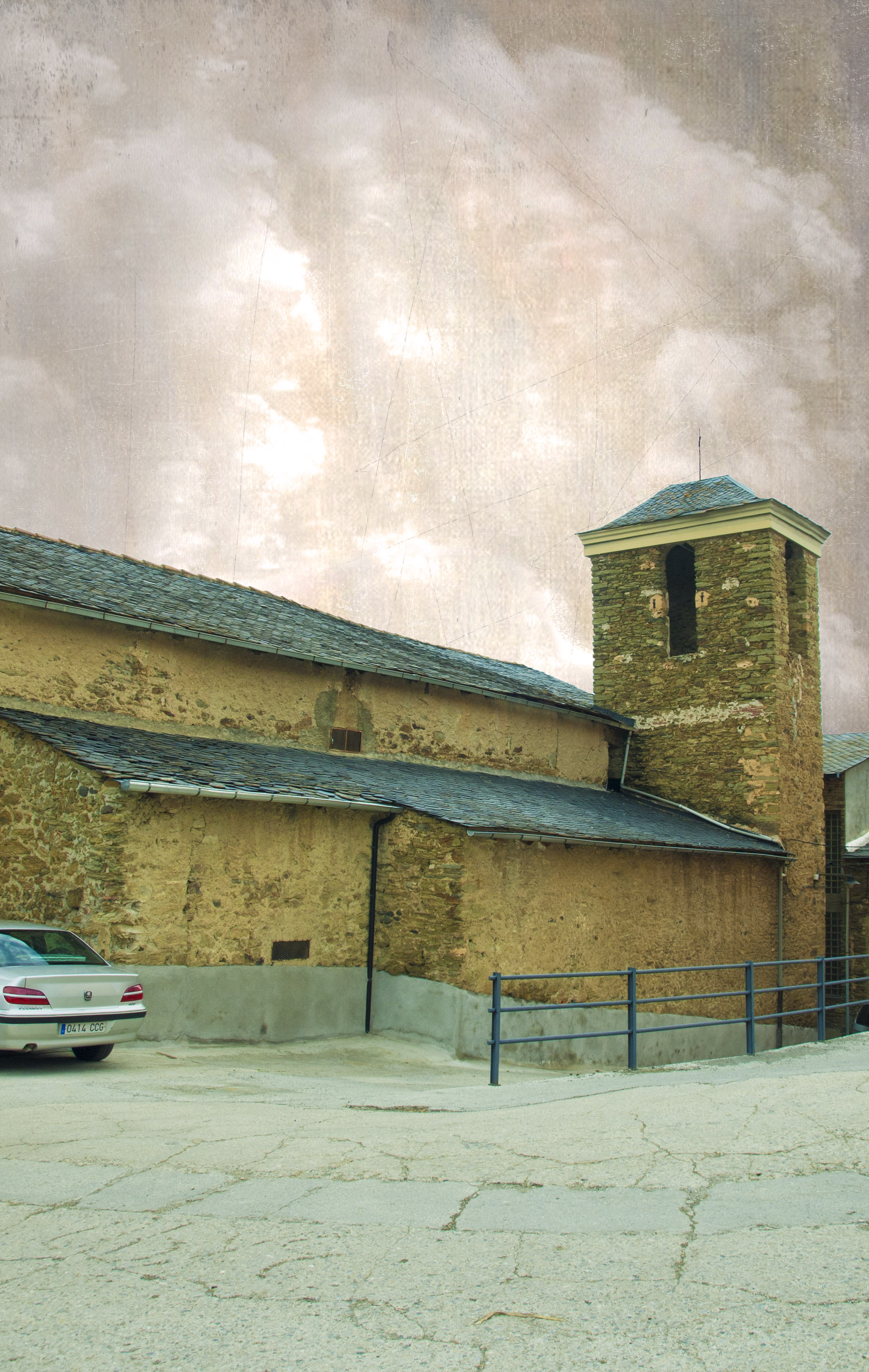
Església de Sant Feliu

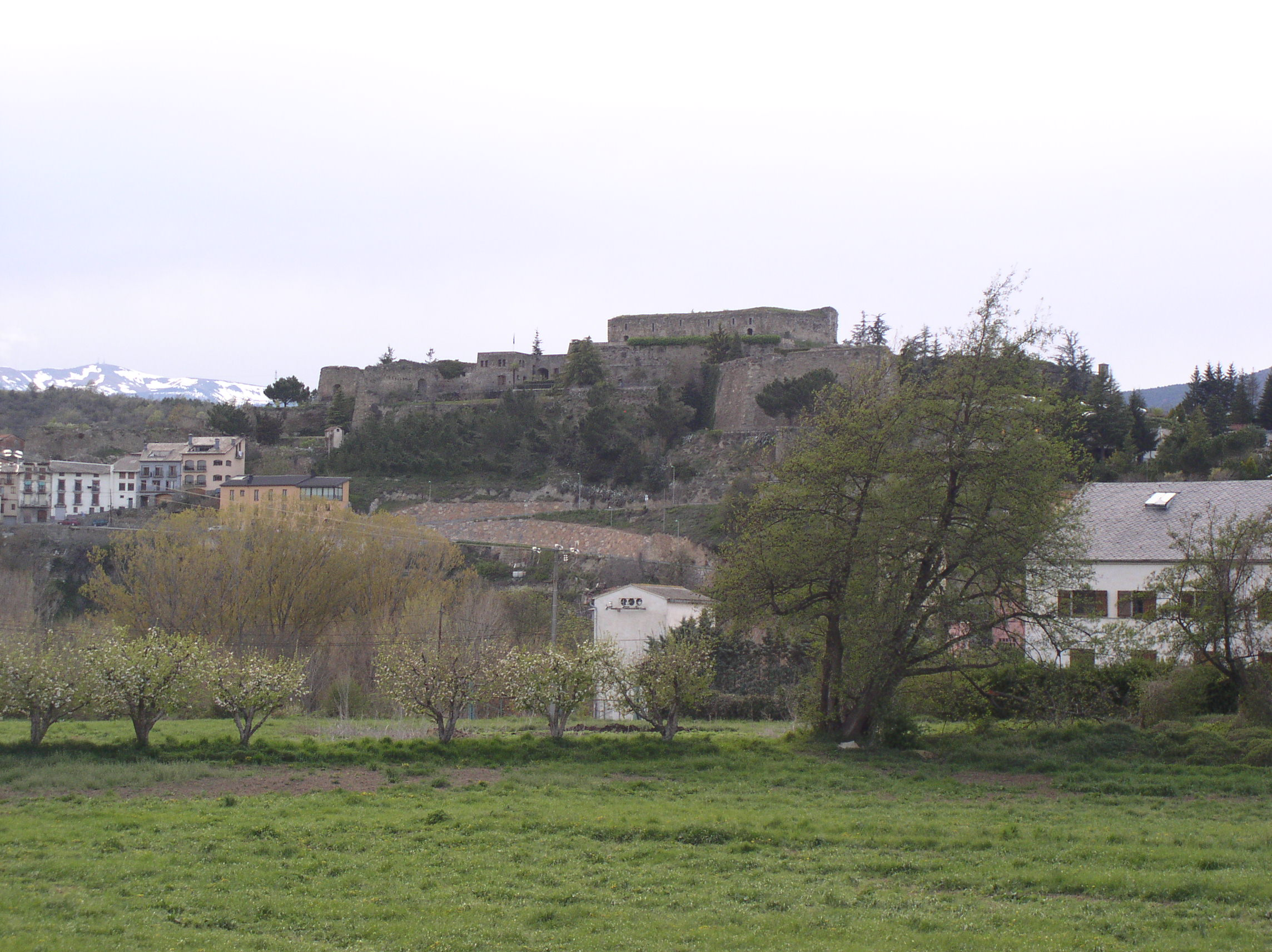
El Castell de Ciutat vist des de la Seu d'Urgell

La vila de Castellciutat és damunt un serrat al sector ponent del municipi de la Seu d'Urgell a la riba dreta de la Valira, a diferència de la resta de municipi. A l'est de la vila hi ha la ciutat de la Seu d'Urgell, després de travessar el riu; a oest la carretera N-260 i els límits amb el terme municipal de Montferrer i Castellbò; al sud hi ha la Ciutadella i el polígon industrial que limiten amb la urbanització del Balcó del Pirineu (Montferrer i Castellbò).

Mapa del municipi de la Seu d'Urgell

## Història
El lloc de Ciutat fou habitat des de molt antic. Sembla que en la prehistòria hi hagué el poblat d'Arse-durgui, que es convertiria posteriorment en la civitas Orgellia, capital dels ceretans segons Plini i Estrabó. Sembla que potser fou ací que es bastí la primera catedral d'Urgell, al segle vi. La ciutat fou destruïda vers el 793 (a la primeria d'aquest segle caigué sota domini musulmà, però sembla que vers el 785 fou alliberada pels francs) per l'exèrcit d'Abd al-Malik, que es retirava havent estat vençut al sud de França. L'antiga ciutat ja no tornà a tenir la mateixa esplendor. Els documents del segle X l'anomenen Civitas Fracta ("ciutat trencada"), i a la vall, a l'interfluvi del Segre i la Valira, fou bastida una nova catedral, al Vicus Urgelli, que havia de reemplaçar en importància i influència l'antiga ciutat.
Tanmateix, tot i haver perdut l'antiga capitalitat, el lloc de Ciutat no restà despoblat del tot. A mitjan segle X hi fou erigida una església, dedicada a sant Feliu i a sant Martí, que el 952 fou consagrada pel bisbe d'Urgell Guisad II a petició del comte i marquès Borrell. Aquest la dotà amb els delmes dominicals que rebia a Ciutat, a la Vall d'Andorra i a Bescaran, i amb altres béns a diversos llocs, entre els quals el castell de Sant Vicenç d'Andorra amb la seva església (Sant Vicenç d'Enclar). El comte la proveí, també, amb llibres i objectes litúrgics i el bisbe li cedí els delmes i les primícies i els drets parroquials.
El domini de Ciutat pertanyia als comtes d'Urgell, però a poc a poc els bisbes hi adquiriren alguns béns, com el 1054, que el comte Ermengol III empenyorà al bisbe Guillem "ipsam villam de Civitate cum suos terminos et cum ipsas ecclesias". El domini de Ciutat, però, retornà als comtes, que, per sentència arbitral (d'Ermengol VI) contra el prelat urgellès el 1135, cediren el lloc a Pere I de Castellbò (vescomte de l'Alt Urgell, primer vescomte de Castellbò) perquè hi bastís una fortalesa, a la qual cosa s'havia oposat el bisbe. Ciutat passava, així, a integrar-se en els dominis que constituirien la jurisdicció feudal del vescomtat de Castellbò. Ramon (II) de Castellbò, el 1154, prometé al bisbe que, si l'Església urgellesa conservava l'amistat amb el comte Ermengol, no li causaria mal, i li jurà fidelitat contra tots, excepte contra el comte. El vescomte Arnau de Castellbò, que el 1190 fou autoritzat a reconstruir el castell de Ciutat sota la potestat del comte d'Urgell, el 9 de gener de 1195 atorgà una carta de poblament i franquesa als habitants de la vila de Ciutat i els concedí diversos privilegis.
A la primeria del segle xvi la vila de Ciutat era centre d'un dels quarters del vescomtat de Castellbò, del quarter dit de Ciutat o, també, posteriorment (a partir del segle xviii), de Castellciutat, perquè sobre la vila hi havia una fortalesa o castell, amb un castellà que en tenia guarda. El veguer del vescomtat hi tenia habitació i posada ordinària. I de les guaites i obres del castell, n'havien de tenir cura els homes d'Aós, de Civís, de la vall de Sant Joan i de la batllia d'Aravell i Bellestar. A la vila de Ciutat hi havia el batlle principal, que era el superior de tot el quarter. El quarter comprenia la batllia d'Aós, la vall de Sant Joan, la batllia d'Aravell i Bellestar, l'abadiat de Sant Serni de Tavèrnoles, Estamariu i Adraén. Aleshores, a la vila de Ciutat hi havia 43 focs. Construït a l'aigua de la Valira hi havia un molí fariner (que el vescomte havia arrendat als veïns el 1434); al Carrer Sobirà, un forn de coure pa (arrendat perpètuament a Joan Miquel i als seus el 1457) i, a més, a Ciutat hi havia una fleca, una carnisseria i una taverna.
En les guerres de l'edat moderna Castellciutat tingué un paper destacat i fonamental, com a plaça forta, en la defensa de la propera ciutat de la Seu d'Urgell. Sembla que fou després de la guerra de Successió que es bastí la ciutadella de Castellciutat, segons els models del francès Vauban, adaptada al progrés de l'artilleria. En aquesta guerra el general Josep Moragues i Mas fou governador de Castellciutat. El 28 de setembre de 1713, el general Moragues rendeix Castellciutat als borbònics —Setge de Castellciutat (1713) —, però després d'un breu retir a Sort, a primers de maig va decidir tornar al combatre i amb la gent que va poder recollir va provar, inútilment, de bloquejar Castellciutat —Setge de Castellciutat (1714)—, i continua lluitant a les comarques interiors de Catalunya a les ordres del coronel Antoni Desvalls.
Ambdues fortaleses, la ciutadella i el castell, foren escenari d'importants fets d'armes durant la Tercera Guerra Carlina. El 16 d'abril de 1874 els carlins comandats per Rafael Tristany i Parera prengueren per sorpresa la ciutadella, aprofitant que part de la guarnició era a l'aplec de Bell-lloc, on se celebrava la festa de l'Ascensió. El brigadier governador de la plaça, en no poder valer-se del castell, perquè era dominat per la ciutadella, hagué de rendir-se. Els carlins, però, hagueren d'abandonar la fortalesa el 26 d'agost de 1875, en què, mancats d'aigua i sense poder rebre auxili, capitularen davant les forces del general alfonsí Arsenio Martínez-Campos Antón.

## Llocs d'interès

### Torre Solsona

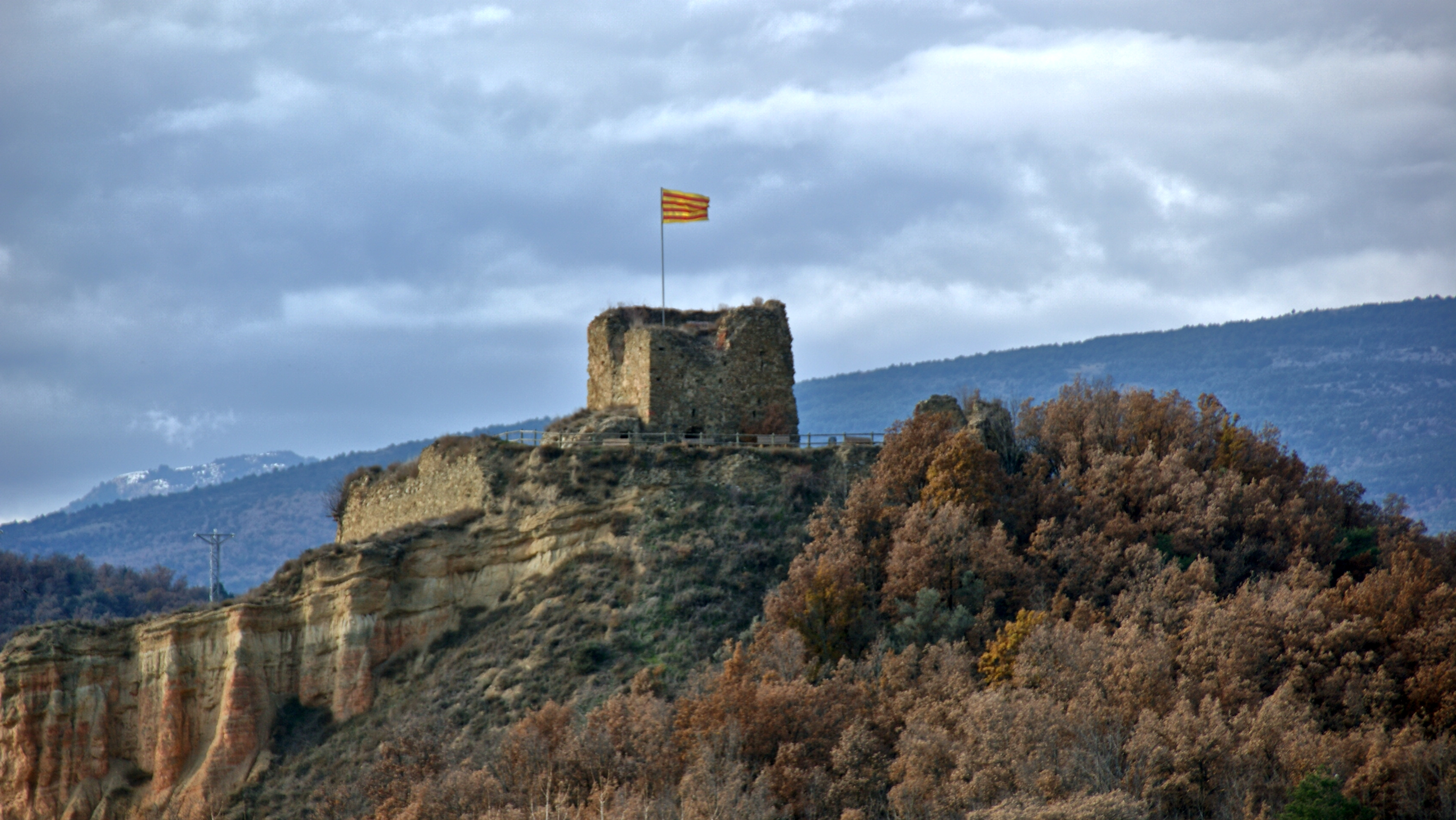
Torre Solsona

La Torre de Solsona destaca per la seva solitud, aïllada del castell de Ciutat en la seva posició avançada com a torre de defensa. Està construïda sobre un turó entre Castellciutat i la Seu d'Urgell i la seva situació alçada sobre el territori va fer que durant anys fos un punt estratègic important per a la ciutat, exercint un paper destacat en la defensa de La Seu durant la Guerra de Successió Espanyola.
Es tracta d'una torre més ampla que alta, de forma rectangular i abovedada interiorment. Avui dia està enrunada tot i que l'espai està arreglat per l'Escola Taller de la Seu d'Urgell i la presideix de forma permanent una senyera que és renovada cada 11 de setembre. Està catalogada com a bé cultural d'interès nacional.

### El Castell de la Ciutat i Ciutadella

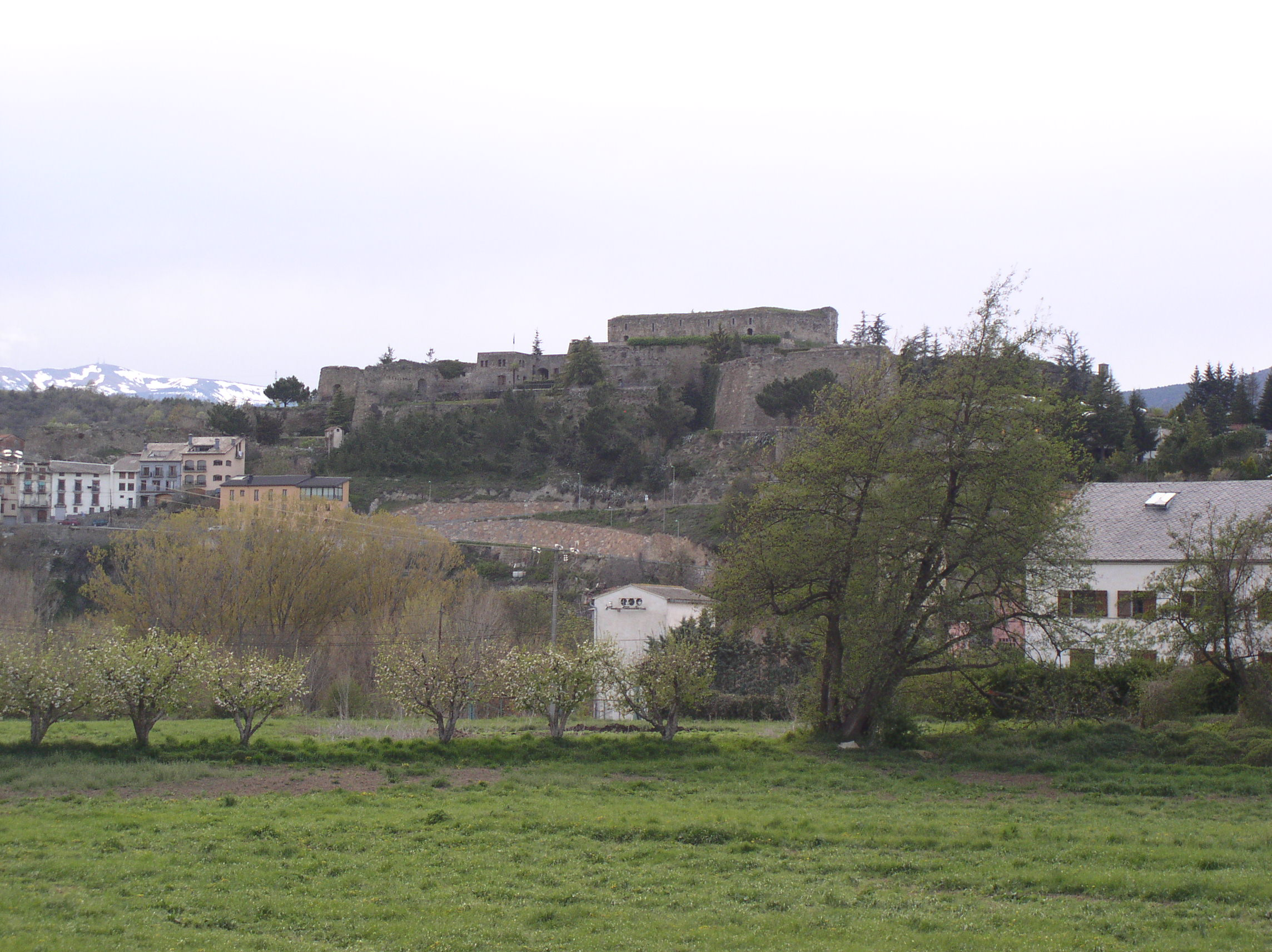
Castell de Castellciutat

L'antic Castell de Ciutat està dreçat sobre el puig d'Urgell lloc d'un gran valor estratègic. Des del castell es domina la ciutat de la Seu; a més, s'albira tot l'antic territori del quarter de Ciutat i pobles de més enllà i tot. Es tracta d'una antiga fortalesa dalt d'un turó a 770 metres d'altitud, en el puig d'Urgell i dins la vall de l'Urgellet. Tot i que ja era esmentat el 1064, va ser bastit com a ciutadella principis del segle xviii, just al lloc on hi havia hagut la Torre Blanca, una de les cinc torres del castell. Segon se sap, estava edificat a quatre caires, totalment llis i sense cap torre que sobresortís. En el seu interior, hi havia hagut una capella dedicada a Sant Jordi.
Durant la Guerra de Successió, i sota les ordres del general Moragues, va ser peça clau per barrar el pas dels exèrcits francesos cap a l'interior de Catalunya i una de les defenses austriacistes a la zona fronterera pirinenca fins a la seva rendició, el 28 de setembre de 1713.
Tot i que va ser refet el 1751 i en època carlina, va estar abandonat durant anys, fins que el 1970 el va adquirir la família Tàpies per a restaurar-ne la part històrica i convertir-lo en un complex turístic. Actualment, als peus del castell hi ha un hotel. Des del turó s'albira tant el poble com tota la plana de la Seu.
A migdia de la vila hi ha la Ciutadella. Fou bastida a la primeria del segle xviii damunt l'antiga Torre Blanca, en forma de dos migs baluards amb llurs costats flanquejats per una torre hexagonal. Des del lloc s'entreveu la ribera de la Seu, amb la ciutat i els rius. La ciutadella de Castellciutat serví modernament com a residència del Regiment de Caçadors de Muntanya Arapiles 62. Al febrer del 1993 fou tancat i cedit al municipi, i des del 1996 és la seu d'una escola d'hostaleria.

### Església de Sant Esteve del Pont

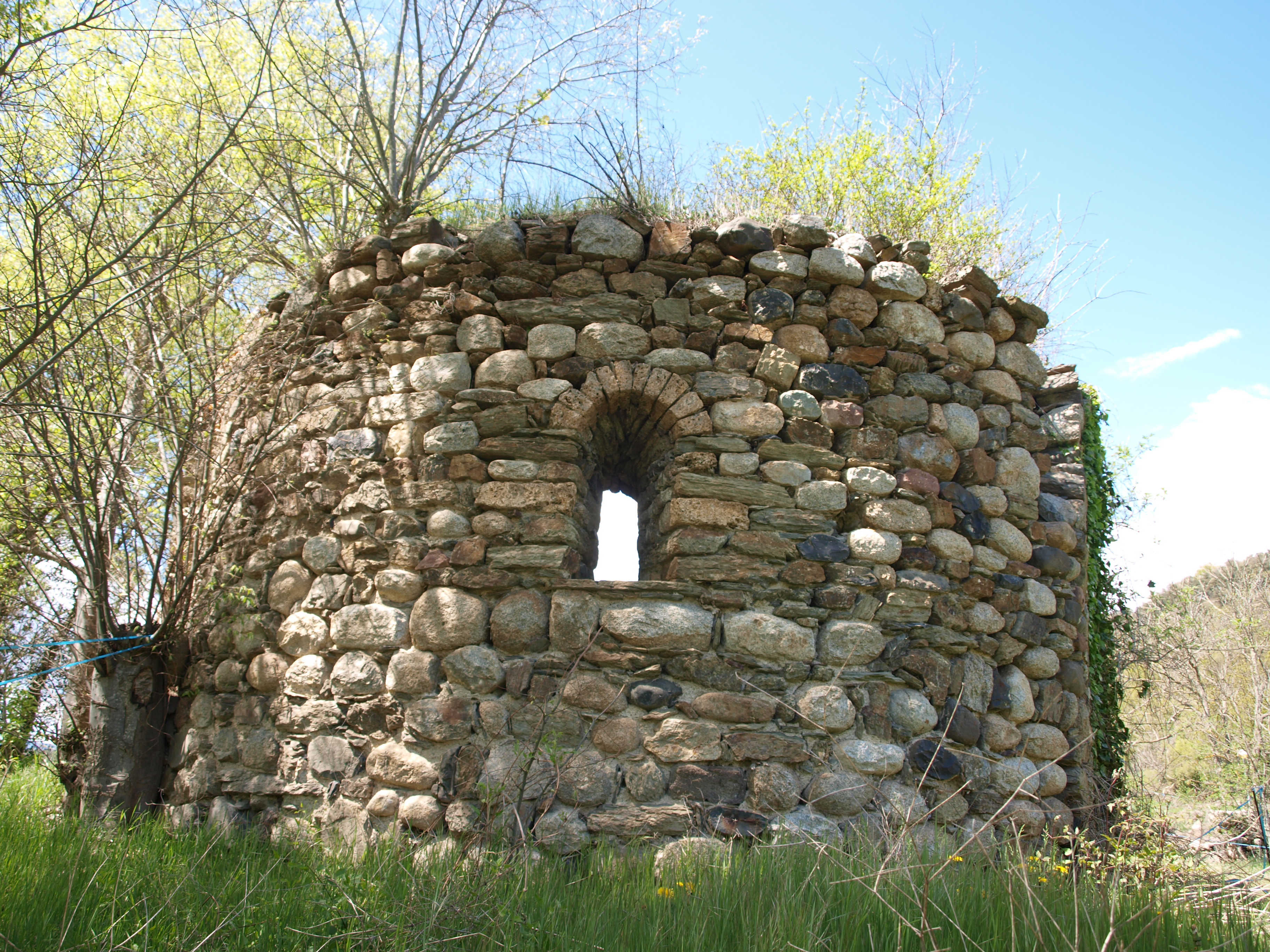
Sant Esteve del Pont

Sant Esteve del Pont és una església d'estil romànic de la qual es conserva l'absis semicircular amb volta de canó. Està molt a prop del riu Valira, indret per on passava l'antic camí medieval que baixava de la Cerdanya. L'any 1991 es va plantejar la consolidació de totes les estructures per tal d'evitar el seu enrunament definitiu.

## Fills i filles il·lustres
- Ramon Faus i Cerqueda (1835-1895): Mestre d'escola i delegat a l'Assemblea de Manresa (1892).
- Antoni Faus i Cerqueda (1830-1891): prevere i delegat a l'Assemblea de Manresa (1892).
- Josep Moragues i Mas (1669-1715): militar català del bàndol austriacista a la Guerra de Successió Espanyola.
- Salvador Ritort i Faus (1888-1955): sacerdot i compositor.